# داريل غرانت
داريل غرانت (بالإنجليزية: Darryl Grant)‏ هو لاعب كرة قدم أمريكية أمريكي، ولد في 22 نوفمبر 1959 في سان أنطونيو في الولايات المتحدة.

## وصلات خارجية
- داريل غرانت على موقع مرجع كرة القدم المحترفة.كوم (الإنجليزية)